# Xiphopoeus horridulus
Xiphopoeus horridulus är en insektsart som beskrevs av Walker. Xiphopoeus horridulus ingår i släktet Xiphopoeus och familjen hornstritar. Inga underarter finns listade i Catalogue of Life.